# Міжнародний кодекс зоологічної номенклатури
Міжнаро́дний ко́декс зоологі́чної номенклату́ри (англ. International Code of Zoological Nomenclature, фр. Code International de Nomenclature Zoologique) — міжнародно визнане зведення правил, що стосуються вживання наукових назв таксонів (систематичних груп) тварин. За традицією, офіційні мови Кодексу — англійська та французька (версії, опубліковані на цих мовах, вважаються еквівалентними та публікуються одночасно). Нові редакції Кодексу затверджуються на міжнародних зоологічних конгресах. Четверте видання Кодексу є останнім затвердженим станом на 2019 рік. Воно набрало чинності 1 січня 2000 р. Важливими додатками до четвертого видання є інкорпорована декларація № 44 від 31 грудня 1999 р. та поправка про електронні публікації від 1 січня 2012 р. Міжнародна комісія з зоологічної номенклатури створила і підтримує wiki-проект з формування п'ятого видання Кодексу.

## Історія міжнародних правил зоологічної номенклатури
- 1961: опубліковано I видання Кодексу;
- 1964: опубліковано II видання Кодексу.
- 1985: опубліковано III видання Кодексу.
- 1999: опубліковано IV видання Кодексу. Українською мовою — у 2003 р. у перекладі Юрія Некрутенка[4].

Критичні відгуки на III видання змусили Міжнародну комісію з зоологічної номенклатури поступово вилучити найбільш суперечливі та кардинальні зміни.
У останньому виданні Кодексу змінені та доповнені критерії опублікування. Офіційно закріплена непридатність для номенклатурних цілей публікацій в глобальній мережі Інтернет.
Були доповнені критерії придатності нових назв. Тепер вважається обов'язковим пряме зазначення новизни таксона. Для нової назви родин обов'язково зазначення типового роду. Для нової назви виду необхідно наводити відомості про голотип і синтип(и) із зазначенням місця їх зберігання.
Змінені заходи щодо збереження загальноприйнятих назв. Старший синонім або омонім може бути відкинутий, якщо не вживався жодного разу як валідний після 1899 року (nomen oblitum), а молодший синонім або омонім може бути збережений, якщо уживався щонайменше у 25-ти роботах 10-ти авторів протягом терміну від 10 до 50 останніх років (nomen protectum). Можуть бути збережені неправильні написання та невиправдані правки назв, якщо вони знаходяться у переважному вжитку.
У випадку помилкового визначення типового виду для таксона родової групи зоолог може без повідомлення до Комісії позначити типовим або названий вид (попри помилкове визначення), або той вид, який мався на увазі, але був невірно названий.
Назви родин можуть бути утворені від повних родових назв для уникнення омонімії (при її відсутності у родових назвах). Наприклад, Albidae та Albusidae від Alba та Albus. Для триб і підтриб обов'язковими є закінчення -ini та -ina.

## Основні положення Кодексу
Міжнародний кодекс зоологічної номенклатури має на меті забезпечити максимальну універсальність і спадкоємність наукових назв тварин. Кодекс складається із статей (обов'язкових) і рекомендацій. Користування Кодексом дозволяє визначити чинну назву таксона.
Головні засади Кодексу:
- Засада біномінальної номенклатури (principle of binominal nomenclature):

Назва виду (але не таксона будь-якого іншого рангу) є сполученням двох назв (біноменом).
Назви підвидів (триномени) або підродів (інтеркалярні назви) задовольняють вимогам засади біномінальності:
- Критерії опублікування:

Випущена в світ для публічного та постійного наукового користування
Має бути досяжною (безплатно або шляхом купівлі)
У виданні, яке складається з одночасно досяжних примірників
- Засада пріоритету (principle of priority): чинною (valid) назвою таксона є найстарша з придатних (available) назв за умови, що цю назву не було знечинено або іншій назві не було надано першості згідно з положеннями Кодексу. Засада пріоритету має слугувати сталості (стабільності).
- Засада невтручання у таксономічні судження: Кодекс не визначає, які види (роди) включати до таксона, який ранг йому надати, чи вважати дві назви належними до одного виду, чи однієї назви до багатьох. Дія Кодексу лежить у сфері поводження з назвами, а не з реальними біологічними об'єктами.
- Засада типіфікації (принцип типіфікації): назвоносний тип номінального виду — екземпляр (або серія екземплярів) — type specimen(-s); назвоносний тип номінального роду (підроду) — вид — type species; назвоносний тип номінальної родини (над-, під-, триби) — рід — type genus.

## Зовнішні ресурси
- International Code of the Zoological Nomenclature [Архівовано 3 вересня 2021 у Wayback Machine.] (електронне видання Кодексу англійською, 2000)
- Електронна версія Кодексу (4 видання) російською